# Jimmy Algerino
Jimmy Algerino (Tolosa, 28 ottobre 1971) è un allenatore di calcio ed ex calciatore francese, di ruolo difensore.

## Biografia
I genitori sono italiani, emigrati in Francia da un piccolo paesino della provincia di Foggia, Orta Nova.

## Carriera
Dopo le esperienze nelle giovanili del Tolosa e del Niort, Algerino debutta ventenne nel massimo campionato francese con la maglia del A.S. Monaco allenato da Arsène Wenger, il quale lo sposta dal ruolo di ala a quello di terzino destro. Nonostante ciò vede poco il campo, e ottiene un minutaggio maggiore scendendo di categoria disputando 33 partite nella sua stagione al SAS Épinal, compagine di seconda divisione all'epoca. L'annata successiva viene invece giocata con la maglia del Châteauroux, appena retrocesso in terza divisione: grazie anche al suo contributo, la squadra rossoblu ottiene un immediato ritorno nella serie superiore.
Nell'estate 1996, Algerino si trasferisce al Paris Saint-Germain fresco vincitore della Coppa delle Coppe. Con i parigini rimane per quattro stagioni durante le quali colleziona 128 presenze, entrando stabilmente nella formazione titolare, vincendo una Coppa di Francia e una Coppa di Lega.
In scadenza di contratto, arriva a parametro zero al Venezia, neopromosso in Serie A e guidato da Cesare Prandelli: tuttavia le sue prestazioni non sono brillanti e, dopo solo otto gare di campionato, a dicembre arriva alla rescissione consensuale con la società lagunare. Gioca la restante parte di stagione tra le file del Sochaux, in Ligue 1.
Terminata la stagione, nell'estate 2002 approda per la seconda volta allo Chateauroux, nel campionato di seconda divisione, rimanendovi per un biennio. Il 29 maggio 2004 viene schierato nella finale della Coppa di Francia, persa dalla sua squadra proprio contro il Paris Saint-Germain.
Nel gennaio 2005 ritorna in Italia, in Serie C, per chiudere la carriera nel Legnano di proprietà di Marco Simone, suo ex compagno ai tempi del Paris Saint-Germain, ma gioca solo quattro partite.
Ha allenato i giovani del Castanet-Tolosan.

## Palmarès

### Giocatore

#### Club

##### Competizioni nazionali
- Coppa di Lega francese: 1

Paris Saint-Germain: 1997-1998
- Coppa di Francia: 1

Paris Saint-Germain: 1997-1998
- Supercoppa francese: 1

Paris Saint-Germain: 1998